# Paolo Lanfranchi
Paolo Lanfranchi (Gazzaniga, 25 luglio 1968) è un ex ciclista su strada italiano.
Professionista dal 1993 al 2004, vinse una tappa al Giro d'Italia 2000.

## Carriera
Da dilettante gareggiò per tre anni con la Remac/Bresciaplast di patron Mario Cioli e per due con la Zalf Euromobil Fior dei fratelli Fior, vincendo alcune importanti corse del panorama italiano come il Gran Premio Capodarco nel 1988, il Giro delle Tre Provincie Toscane e la Coppa Cicogna nel 1989, il Giro del Medio Brenta nel 1990, il Gran Premio di Poggiana nel 1991 e il Gran Premio Pretola nel 1992.
Debuttò tra i professionisti nel 1993 con la Mercatone Uno di Franco Gini, mettendosi in luce come passista capace di difendersi in salita. In carriera ottenne diversi piazzamenti nei primi quindici nelle grandi corse a tappe, riuscendo a centrare anche un successo di tappa nel Giro d'Italia 2000 sul traguardo di Briançon in maglia Mapei. Numerosi i piazzamenti nelle classiche italiane: su tutti il secondo posto al Giro di Lombardia 1997, battuto da Laurent Jalabert, e la medaglia d'argento al Campionato italiano su strada 1995, alle spalle di Gianni Bugno. Mise a referto successi anche in Estremo Oriente: vinse due volte il Tour de Langkawi a tappe e un'edizione del Langkawi Classic.
Selezionato in nazionale per il Campionato Mondiale su strada del 2001 grazie ai suoi buoni risultati, ha chiuso dodicesimo dopo una gara in cui ha guidato il gruppo alle spalle del connazionale Gilberto Simoni. Questo campionato incorona lo spagnolo Óscar Freire davanti a Paolo Bettini, entrambi compagni di squadra di Lanfranchi alla Mapei. Lanfranchi con una condotta di gara vergognosa e folle si mise all’inseguimento di Simoni ormai lanciato verso la vittoria per consentire la rimonta e la vittoria del suo compagno di club Mapei a spese della squadra italiana.
Concluse la carriera agonistica a fine 2004.

## Palmarès
- 1988 (Dilettanti)

Gran Premio Capodarco
- 1989 (Dilettanti)

Giro delle Tre Provincie Toscane
Coppa Cicogna
- 1990 (Dilettanti)

Giro del Medio Brenta
- 1991 (Dilettanti)

Gran Premio di Poggiana
1ª tappa Giro della Valle d'Aosta
- 1992 (Dilettanti)

Gran Premio Pretola
- 1999

Classifica generale Tour de Langkawi
1ª tappa Grand Prix International Telecom
Classifica generale Grand Prix International Telecom
- 2000

19ª tappa Giro d'Italia (Saluzzo > Briançon)
- 2001

Langkawi Classic
Prologo Tour de Langkawi (cronometro)
8ª tappa Tour de Langkawi
9ª tappa Tour de Langkawi
Classifica generale Tour de Langkawi

### Altri successi
- 1992 (dilettanti)

Prologo Giro della Valle d'Aosta (Nus > Nus, cronosquadre)
- 1998

Classifica scalatori Giro del Portogallo
- 2001

Classifica scalatori Tour de Langkawi

## Piazzamenti

### Grandi Giri
- Giro d'Italia

1995: 15º
1996: 15º
1998: 18º
2000: 12º
2001: 41º
2002: 41º
2003: 20º
2004: 61º
- Tour de France

1995: 14º
1996: 59º
1999: 18º
- Vuelta a España

1994: 13º
1997: 17º

### Classiche monumento
- Milano-Sanremo

2001: 84º
2002: 12º
2003: 48º
- Liegi-Bastogne-Liegi

1997: 48º
1998: 13º
- Giro di Lombardia

1995: 12º
1997: 2º
2001: 36º

### Competizioni mondiali
- Campionati del mondo

Duitama 1995 - In linea Elite: 17º
Lisbona 2001 - In linea Elite: 12º